# Snow White's Enchanted Wish
Pour les articles homonymes, voir Blanche-Neige (homonymie).
Snow White's Enchanted Wish, Snow White's Adventures ou Blanche-Neige et les sept nains sont les différents noms d'une même attraction des parcs Disney. C'est un parcours scénique situé dans Fantasyland, basé sur le film Blanche-Neige et les Sept Nains de 1937, premier film produit par Walt Disney Pictures. L'attraction est l'une des rares attractions encore ouverte et présente à l'ouverture de Disneyland en 1955.

## Historique
L'attraction a ouvert avec le parc Disneyland le 17 juillet 1955 sous le nom de Snow White and her Adventures. Les imagineers avaient conçu l'attraction comme une histoire à la première personne,. Les visiteurs voyaient donc les scènes à travers les yeux de Blanche-Neige, qui ne pouvait donc apparaître. Cela posa problème car peu de personnes comprirent cette position et surtout beaucoup furent déçus de ne pas y voir l'héroïne,. L'attraction a toutefois été reproduite au Magic Kingdom avec le même concept. La tension à l'intérieur de l'attraction est renforcée par l'utilisation de peinture sensible à la lumière noire.
Le 25 mai 1983, avec l'opération "New Fantasyland", la plupart des parcours scéniques ont été corrigés ou améliorés. Les personnages principaux furent introduits aux attractions, Snow White and her Adventures comprise. L'attraction a été rebaptisée Snow White's Scary Adventures. Tony Baxter, président d'alors de WED Enterprises ne voulait pas que ces mises à jour, alors il demanda que les attractions durent 25 % de plus.[incompréhensible]
Les versions du Magic Kingdom conservèrent les anciennes versions de Disneyland sauf pour Peter Pan. Cette version pose un autre problème, elle effraye les plus jeunes enfants. Aux alentours de Noël 1994,, une version plus douce, moins effrayante, a été réalisée pour le Magic Kingdom afin de réduire les plaintes des parents. Le mot Scary fut ajouté dans le nom en 1998. Elle utilise différents éléments de la version développée deux ans plus tôt pour Parc Disneyland dont une augmentation de la capacité des véhicules.
Le 7 janvier 2020, l'attraction de Disneyland a fermé pour une rénovation prolongée. Walt Disney Imagineering installe de nouvelles scènes et met à jour la technologie audio et visuelle de l'attraction. L'extérieur de l'attraction est également rafraîchi pour s'accorder avec le château de la Belle au bois dormant à proximité,. Le 21 décembre 2020, à l'occasion du 83e anniversaire du film, Disney a annoncé que l'attraction serait rebaptisée Snow White's Enchanted Wish.

## Les attractions

### Disneyland
Cette attraction a ouvert avec le parc Disneyland, c'est une attraction du Disneyland d'origine
- Nom : Snow White's Enchanted Wish
  - anciens noms : Snow White and her Adventures (1955-1983), Snow White's Scary Adventures (1983-2020)
- Ouverture : 17 juillet 1955 (avec le parc)
  - rénovation : 23 mai 1983 et 2020
- Conception : WED Enterprises, Arrow Dynamics[8]
- Capacité des véhicules : 4 par wagon minier
- Durée : 2 min 25
- Ticket requis : "C"
- Type d'attraction : Parcours scénique
- Situation : 33° 48′ 47″ N, 117° 55′ 09″ O

#### Description
Version de 1955, Snow White and her Adventures (Blanche Neige et ses Aventures) :
L'entrée de l'attraction correspondait au thème de foire médiévale du Fantasyland original avec des entrées simples avec des tentes colorées.
L'attraction commençait alors dans la mine des sept nains étincelante de diamants, Simplet nous indiquait à l'intérieur l'entrée du coffre où piochaient avec entrain les six autres nains. Alors que nous sortions de la mine, Simplet était revu en train d'indiquer cette fois-ci un panneau où était marqué : Attention à la Sorcière!.
Les visiteurs arrivaient alors dans une magnifique clairière ensoleillée, entourés des amis animaux de la princesse tandis qu'au loin la chaumière des nains se dessinait sous forme de jolie fresque. Malgré cette charmante vue, le véhicule (représentant alors le point de vue de Blanche-Neige) prenait une tout autre direction indiquée par un panneau comme la route du château de la Sorcière!
La végétation devenait alors toute morte tandis que les deux infâmes vautours du film observaient les passagers du haut d'un arbre sinueux, la forteresse de la Reine émergeait ensuite de l'obscurité. Les visiteurs franchissaient sa herse et se dirigeaient vers une autre entrée où un panneau indiquait la direction de la chaumière des sept petits hommes, mais la grille se refermait et ils étaient contraints de s'enfoncer davantage dans le château.
Les visiteurs arrivaient alors dans le donjon du château de la Reine où un squelette enchaîné à un mur ouvrait sa mâchoire et suppliait aux visiteurs de faire demi-tour. Dans une arche entoilée, l'ombre de la Sorcière se dressait devant eux, basculant de haut en bas, elle semblait alors plongeait quelque chose dans son chaudron. 
L'horrible harpie était finalement vue dans son laboratoire secret en train d'empoisonner la pomme pour Blanche-Neige. Les visiteurs sortaient immédiatement du château pour retomber nez à nez avec elle surgissant derrière un pilier. Elle tenait attachée à un fil la pomme dégoulinante de poison formant l'image d'un crâne comme dans le film.
La forêt aux arbres monstrueux était l'étape suivante des visiteurs. Un voyage effrayant où les branches semblaient vouloir les attraper et ce jusqu'au retour à la chaumière des sept nains. La porte d'entrée s'ouvrait alors sur la Sorcière qui offrait aux visiteurs la pomme empoisonnée.
La scène finale de l'attraction représentait la Sorcière en train de pousser un énorme rocher (sans que les nains ne soient présents comme dans les futures versions) tout en déclarant « Good Bye Dearie! » (Au revoir, ma chérie!). Des portes dissimulées dans la falaise s'ouvraient alors sur un passage obscur où le cri d'agonie de Lucille La Verne dans le film original se faisait entendre. Les visiteurs arrivaient alors à la zone de déchargement sains et saufs, mais sans avoir vu le moindre signe de scène de fin heureuse.
Version de 1983, Snow White's Scary Adventures (Les aventures effrayantes de Blanche Neige) :

Logo de Snow White's Scary Adventures

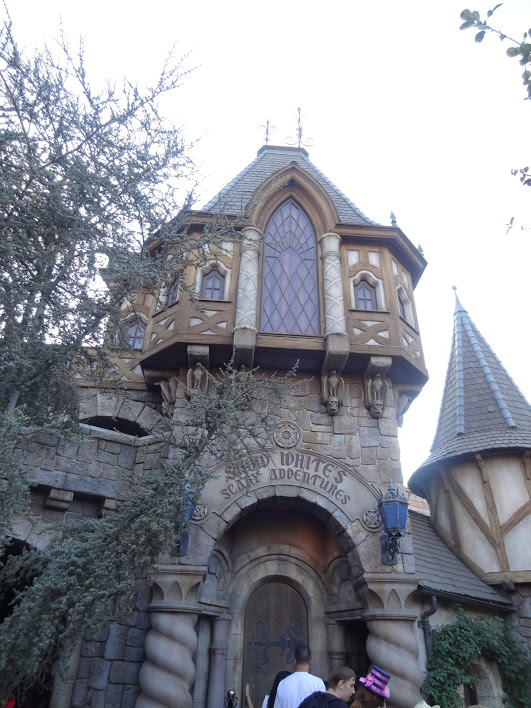
Façade de Snow White's Scary Adventures en 2012.

Les visiteurs entrent dans le bâtiment de l'attraction par le château de la Méchante Reine qui semble plutôt sombre et inquiétant. Au-dessus de l'entrée, se trouve une fenêtre en arc brisé avec une paire de rideaux. De temps à autre, la Reine tire les rideaux et lance son regard menaçant sur la foule.
À côté de l'entrée est disposée une pomme en or, la toucher provoque des rires glaçants, ceux de la Sorcière. Les visiteurs entrent ensuite dans un Donjon, à l'intérieur du château, et passent devant le livre des sortilèges. Il est ouvert à la page où il est écrit : Une tranche de la pomme empoisonnée, et les yeux de la victime se fermeront à jamais dans un sommeil de mort.
L'attraction en véhicule débute dans la chaumière des nains, où les visiteurs peuvent entendre les chants et les yodels de la chanson du film The Silly Song. Le train croise Blanche-Neige qui grimpe l'escalier, pour monter dans la chambre, suivie par quelques animaux de la forêt. La scène suivante montre la représentation par les sept nains de la même chanson : Prof à la mandoline, Grincheux à l'orgue, Joyeux à l'accordéon, Timide à la guitare, Dormeur au violon et Simplet juché sur les épaules d'Atchoum pour danser avec Blanche-Neige.
Ensuite, les visiteurs quittent la demeure pour rencontrer la Reine déclarant qu'elle sera bientôt la plus belle du royaume. Puis le véhicule pénètre dans la mine de diamant des nains, qui resplendit de joyaux aux mille et une couleurs.
Plus loin, le véhicule passe sous la branche d'un arbre sinueux, sur laquelle sont perchés les deux infâmes vautours du film, avant d'entrer dans le Donjon du château. La Reine se mire dans le Miroir Magique et son reflet lance : Miroir Magique sur le mur... Elle se retourne brutalement vers les visiteurs et dévoile son nouvel aspect : la Méchante Sorcière, affreuse, aux yeux verts, édentée avec une verrue sur le nez et poursuivant sa phrase : ...ainsi déguisée, et le tour est joué ! 
La sortie de la tour se fait au milieu des squelettes et la Sorcière descendant dans les oubliettes du Donjon. Elle y prépare un piège empoisonné, une pomme. La Sorcière sort ensuite du Donjon en barque dans un marais brumeux. 
Les visiteurs pénètrent dans une forêt menaçante dont les arbres sont munis d'yeux, de branches leur servant de main pour attraper les passagers des véhicules. Des chauves-souris volent dans la nuit tandis que des troncs prennent l'aspect de crocodiles. Le visiteur retrouve la Sorcière près de la maison des nains. Elle frappe à la porte et tend la pomme à Blanche-Neige par la fenêtre.
La scène suivante est celle de la montagne où les nains poursuivent la Méchante Sorcière. Elle tente de faire bouger un énorme rocher pour qu'en tombant, il écrase les nains. Mais un éclair la frappe et la fait chuter dans le ravin où elle meurt. Elle crie au moment où le véhicule sort de la scène.
Les visiteurs retrouvent la lumière et sur le côté se trouve un énorme livre sur lequel on aperçoit la silhouette de Blanche-Neige et du Prince à cheval s'éloignant vers le château. En bas de la page est écrit :Et ils vécurent heureux pour toujours.

Les visiteurs descendent ensuite du train devant une fresque représentant Blanche-Neige partant avec son prince alors que les nains leur font leurs adieux. À l'origine, une séquence finale d'Happy End avait été conçu pour l'attraction, mais du fait de la petite taille du parc ainsi que la construction à côté de Pinocchio's Daring Journey (Les Voyages de Pinocchio à Disneyland Paris), elle fut remplacée par le livre de contes et la fresque. À noter que le concept de cette fin heureuse fut reprise pour la version de Paris.
En 2020, l'attraction à Disneyland est renommée Snow White's Enchanted Wish (Le souhait enchanté de Blanche-Neige).

### Magic Kingdom
- Nom : Snow White’s Scary Adventures
- Ouverture : 1er octobre 1971 (avec le parc)
  - rénovation : décembre 1994
- Fermeture : 31 mai 2012[9]
- Conception: WED Enterprises, Arrow Dynamics
- Capacité des véhicules :
  - 1971 à 1994 : 4 par wagon minier
  - 1994 à aujourd'hui : 6 par wagon minier
- Durée : 3 min 30
- Type d'attraction : Parcours scénique
- Situation : 28° 25′ 11″ N, 81° 34′ 51″ O
- Voir aussi : Seven Dwarfs Mine Train

Description
Version de 1971-1993, Snow White's Adventures (Les aventures de Blanche Neige) :
Tout comme à Disneyland, jusqu'au New Fantasyland en 1983, l'entrée de l'attraction correspondait au thème de foire médiévale du Fantasyland original avec des entrées simples avec des tentes colorées. Cependant, alors que l'aire de chargement et de déchargement californienne était décorée de peintures murales représentant les scènes inquiétantes qui attendaient les visiteurs à l'intérieur ainsi que l'ensemble des personnages du film d'animation, en Floride, une forêt de contes de fées assurait l'accueil des visiteurs. Le chant de Blanche Neige était entendu dans la file d'attente sans que la belle princesse ne soit vue une seule fois (le concept de l'expérience à la première personne, où les visiteurs vivaient l'aventure au travers des yeux de Blanche-Neige a été repris pour cette seconde version). La file d'attente était composée de gauche à droite de la cour du château de la Méchante Reine, de la chaumière des sept nains dans le lointain et de l'entrée de la mine des sept nains (la sortie de l'attraction) bordée d'une cascade. Cette file d'attente posait un énorme problème : elle laissait présager une aventure enchanteresse et féérique au lieu du terrifiant voyage envahi d'horreurs qu'était réellement cette attraction. Le mot « Scary » (effrayant) ne fut jamais inclut dans le nom de l'attraction jusqu'à sa refonte (ironiquement cette version avait été faite justement pour être moins effrayante) et un simple panneau visible dans toutes les files d'attentes des versions encore existantes mettaient en garde les parents.
Une fois que les visiteurs avaient embarqué dans leur véhicule, ce dernier faisait le tour de la cour du château encerclant au passage le puits aux vœux de la princesse. Il semblait se diriger alors vers la miniature de la chaumière des sept nains avant de faire demi-tour en direction du château. À la fenêtre de la tour, la Méchante Reine (dont il s'agissait de la première apparition dans une attraction de Blanche Neige) écartait les rideaux pour voir le véhicule s'approcher. 
Sous la fenêtre de la Méchante Reine, le véhicule passait à travers des portes sous une arche et pénétrait dans la forteresse. Il arrivait dans un couloir où se trouvait un premier miroir ovale dans lequel était reflétée la transformation de la Reine en Sorcière. Les visiteurs se retournaient alors vers la scène où la Reine clamait devant son miroir magique « Miroir, Miroir sur le mur ! » avant de se retourner vers le véhicule approchant, en hurlant avec un zèle insensé : « Je suis la plus belle de toutes ! »
Après la transformation, les visiteurs s'enfonçaient davantage dans le château, dans les donjons. Le véhicule passait devant un premier squelette allongé sur le sol de sa cellule essayant encore d'atteindre une cruche d'eau à travers ses barreaux. Sa mâchoire s'ouvrait en un suppliant avertissement aux visiteurs de faire demi-tour. Un deuxième squelette enchaîné au mur avec les bras écartés se cachait derrière la grille d'une porte.
Immédiatement après le deuxième squelette, le véhicule arrivait en face d'une étagère remplie d'équipement de laboratoire, le corbeau de compagnie de la Méchante Reine était perché sur un crâne. Dans un autre coin de la salle, la Sorcière était occupée à son chaudron, en train d'empoisonner la pomme pour Blanche Neige. « Une envie de pomme, chérie ? » demandait joyeusement la Sorcière, un énorme livre de sorts à la page de la formule de la pomme empoisonnée à ses côtés. En sortant du laboratoire, les visiteurs passaient en dessous d'une autre étagère en train de s'effondrer et remplies de plusieurs bouteilles en verre, un effet sonore de verre brisé se faisait alors entendre. 
Les visiteurs arrivaient alors devant un lac où la Sorcière jaillissait en barque d'une grande porte en forme d'arche dans l'une des murailles du château, tenant victorieusement dans sa main droite la pomme empoisonnée. Alors commençait la séquence de la forêt hantée, et déjà, un groupe de cinq crocodiles-troncs jaillissaient des roseaux pour attaquer le véhicule. Plus profondément dans la forêt, des arbres monstrueux tendaient leurs branches comme des serres. Certains se penchaient en avant, tandis que d'autres tournaient en suivant le mouvement du véhicule. Au milieu de toutes les horreurs de la forêt, il y avait un effet impressionnant de yeux sinistres énervés flottant au-dessus des arbres.
L'ambiance choquante et effrayante de l'attraction n'a pas montré de signes d'arrêt même lorsque le véhicule s'approchait de la chaumière des sept nains dans la nuit. La chaumière était encore plus sombre et effrayante à l'intérieur. Dans la cuisine, trois objets légèrement anthropomorphes (une chaise, le chapiteau d'une colonne et la pompe à eau dans l'évier) étaient effrayants avec leurs ornements en forme de yeux blancs étincelants. La chaise et la pompe à eau avaient même des bouches béantes. 
Des animaux mignons (un cerf, un raton laveur, des écureuils et deux lapins) regardaient le véhicule à partir d'une fenêtre ouverte avec terreur. Ils semblaient regarder quelque chose dans la pièce suivante : les sept nains escaladant les escaliers de la chambre très timidement alors qu'ils contemplaient une immense ombre fantôme sur le mur. La Sorcière jaillissait alors derrière une fenêtre tendant la pomme avec son fou rire diabolique habituel.
En sortant de la chaumière, le véhicule est entré dans une brève scène dans les bois, où la Sorcière est apparue de nouveau avec la pomme ! Les fameux vautours étaient perchés sur un arbre noueux au-dessus de la Sorcière. Aussitôt après cette apparition, l'entrée en bois de la mine des sept nains surgissait devant les visiteurs.
En passant sous plusieurs portes soutenues par des poutres en bois, les visiteurs pouvaient voir une impressionante galerie minière sans fin à droite du véhicule. En dépit de la beauté visuelle à couper le souffle de la mine, les visiteurs étaient beaucoup plus préoccupés par la présence néfaste de la Sorcière. Finalement, elle apparaissait au-dessus des visiteurs essayant de les écraser en poussant à main nue une colonne de support d'un faisceau de bois, avec un grand sourire. « Tu profites de la balade ? » demandait-elle avec une voix étonnamment douce. Cette scène était en raccord avec le passage suivant où des bruits sourds de grincement éclataient de partout, l'abîme semblait bien sur le point de s'effondrer.
À la fin de cet abîme, un wagonnet rempli de gemmes étincelantes roulait à toute vitesse vers notre véhicule, accompagné d'un éclat de rire de la Sorcière invisible. Il s'agissait définitivement d'une autre tentative de meurtre de la part de la Sorcière.
Immédiatement après, le véhicule entrait dans la plus belle et la plus grande caverne de la mine. D'énormes diamants et autres gemmes émergeaient de la roche : tout d'or brillant, vert émeraude et rouge rubis étincelant. Mais la Sorcière avait déjà grimpé au-dessus de la porte du coffre, où elle essayait de pousser un énorme diamant pour écraser notre véhicule. La Sorcière hurlait « Au revoir, ma chérie ! ». Et avec un bruit de collision, la porte devant nous disparaissait sur un passage très sombre où des étoiles clignotaient sur les portes menant à la zone de sortie, le tout accompagné du rire déformé et accéléré de la Sorcière. Tout indiquait au visiteur qu'il a été écrasé. Le véhicule sort alors de la mine et se dirige tranquillement de la zone de déchargement comme s'il ne s'était rien passé !
Version de 1994-2012, Snow White's Scary Adventures (Les aventures effrayantes de Blanche-Neige) :
Les visiteurs embarquaient à bord des véhicules près d'une peinture murale représentant les personnages de Blanche-Neige et les sept nains, et commençaient leur voyage dans la cour du château de la Reine où Blanche-Neige était vue en train de travailler à l'extérieur. La Reine l'observait (et les visiteurs) depuis sa fenêtre. À l'intérieur du château, la scène était similaire à la version de Disneyland (avec la Reine se transformant en Sorcière et travaillant sur son chaudron), bien que le Miroir Magique ait été ajouté qui disait : « Hélas! Blanche-Neige est la plus belle de toutes. », ce à quoi la Reine répondait: « Jamais! ». Le voyage continuait dans la forêt où le chasseur dit à Blanche-Neige de "Fuir et de ne jamais revenir! Allez-y!" et des effets de lumière stroboscopiques qui ressemblaient à des éclairs éclairaient Blanche-Neige en train de courir parmi les arbres monstrueux, puis dans la chaumière des sept nains où les sept petits hommes interprêtaient et chantaient The Silly Song.
Dans une nouvelle scène, les passagers passaient devant la Sorcière qui donnait la pomme empoisonnée à Blanche-Neige, puis ils sortaient de la chaumière alors qu'elle jubilait d'être la plus belle de toutes. De là, les visiteurs traversaient la mine où deux des nains (Timide et Atchoum) les appelaient pour arrêter la Sorcière. Après la scène où la Sorcière essayait de faire tomber un énorme rocher sur les nains, il y eut une nouvelle fin avec le Prince réveillant Blanche-Neige, puis l'emmenant sur son cheval alors que deux des nains lui faisaient des signes d'adieu. On pouvait voir Simplet sur un pont,
saluant tous les passagers. Les visiteurs franchissaient ensuite les portes de la sortie qui s'ouvraient sous le pont et débarquaient.

### Tokyo Disneyland

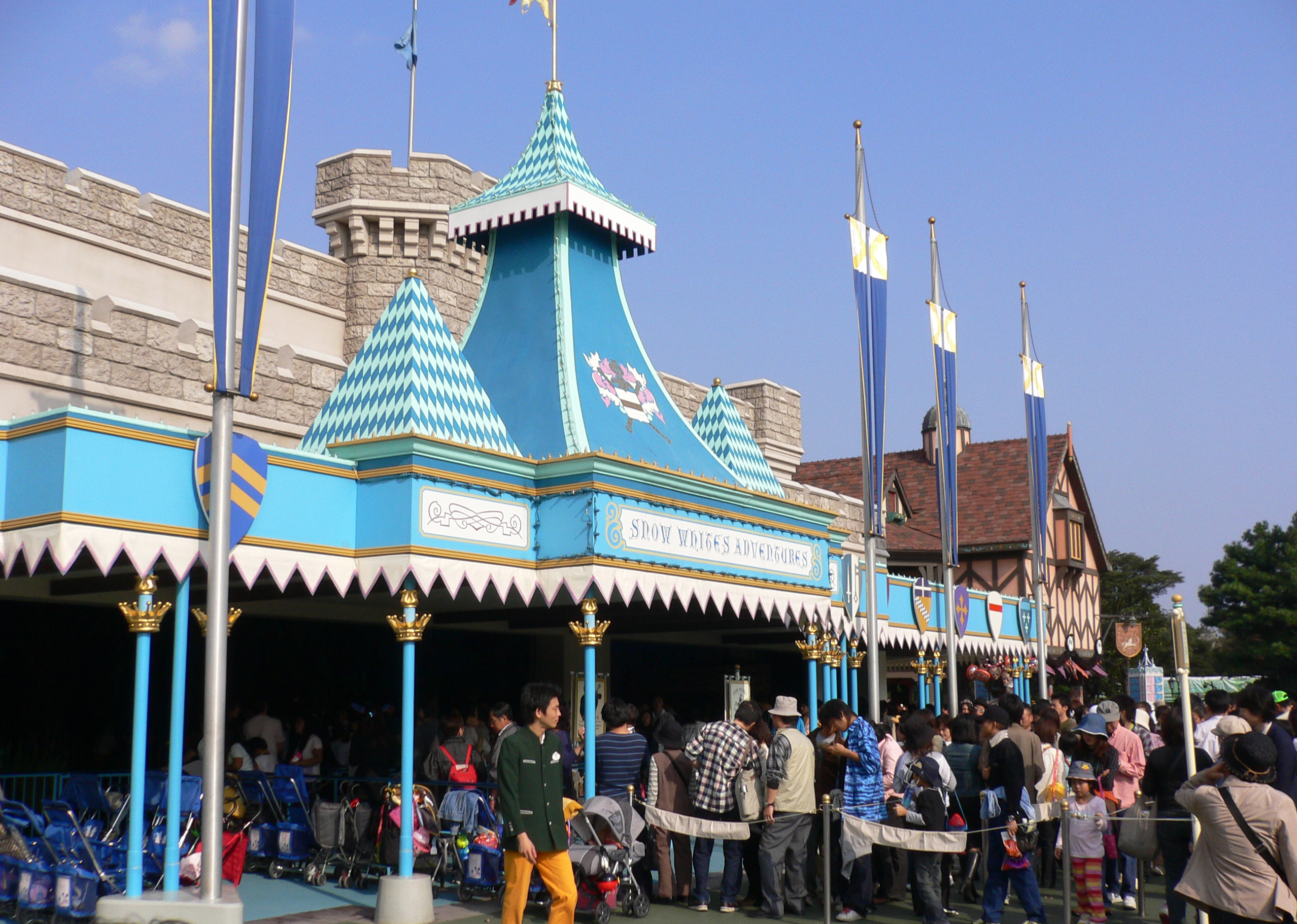
Entrée de Snow White's Scary Adventures

- Nom : Snow White's Adventures (白雪姫と七人のこびと)[10]
- Ouverture : 15 avril 1983 (avec le parc)
- Conception : WED Enterprises
- Capacité des véhicules : 4 par wagon minier
- Durée : 2 min 30
- Type d'attraction : Parcours scénique
- Situation : 35° 37′ 54″ N, 139° 52′ 53″ E

L'attraction de Tokyo Disneyland est un mélange des autres versions. La première moitié ressemble beaucoup à la version de Disney World de 1971. Les visiteurs voient d'abord la Reine se transformer en Sorcière, ensuite ils la voient créer la pomme empoisonnée dans le Donjon, encore ensuite, ils la voient sortir du château en barque, puis ils serpentent à travers la forêt hantée.
En entrant dans la chaumière, l'attraction passe à la version de Disneyland de 1983, où les nains interprètent The Silly Song avec Blanche-Neige qui les regarde depuis l'escalier. En sortant de la chaumière, les visiteurs retrouvent la Sorcière et non la Reine puisque sa transformation à déjà eu lieue dans le parcours. Les deux vautours regardent l'entrée de la mine des nains, qui est légèrement plus longue et a une atmosphère plus menaçante. À l'intérieur de la mine, un wagonnet rempli de gemmes étincelantes roule vers les visiteurs, ce qui était un élément de la version originale de Disney World. Les visiteurs sortent ensuite de la mine et s'approche à nouveau de la chaumière des sept nains, où ils retrouvent la Sorcière qui leur offre la pomme empoisonnée. L'attraction se termine par la scène de la montagne où les nains poursuivent la Méchante Sorcière. Elle tente de faire bouger un énorme rocher pour qu'en tombant, il écrase les nains. Après quoi, l'attraction se termine immédiatement sans que les passagers n'aient vus le moindre signe de scène de fin heureuse, mais il semble évident que, comme dans les versions de Disneyland et du Magic Kingdom respectives, la Sorcière ait été frappée par la foudre et ait chutée dans le ravin où elle est morte, puis que Blanche-Neige ait été réveillée par le Prince.

### Parc Disneyland
La version du Parc Disneyland est quasiment identique à la version de Disneyland de 1983. La scène finale est similaire à la fin heureuse de l'attraction de Disney World de 1994, dans laquelle les visiteurs passent sous un pont avec le château du Prince visible au loin. Cependant, tous les personnages de la scène sont sur le pont pour faire leur adieux aux visiteurs, et pas seulement Simplet. Le château est également à gauche des visiteurs dans la version parisienne, et il n'y a pas de scène précédente dans laquelle le Prince réveille Blanche-Neige avec un baiser. Un autre élément notable est que la mine présente un wagonnet rempli de gemmes étincelantes roulant vers les visiteurs, ce qui est dérivé de la version originale de l'attraction de Disney World de 1971. Le nom de l'attraction reprend tout simplement le titre du film sur laquelle elle est basée, à savoir Blanche-Neige et les sept nains.
- Nom : Blanche-Neige et les Sept Nains[11]
- Ouverture : 12 avril 1992 (avec le parc)[11]
- Conception : Walt Disney Imagineering, Mack Rides
- Capacité des véhicules : 6 par wagon minier
- Durée : 2 min 40
- Type d'attraction : Parcours scénique
- Situation : 48° 52′ 24″ N, 2° 46′ 31″ E